# 塔尔莫·佩尔托科斯基
塔尔莫·佩尔托科斯基（芬蘭語：Tarmo Peltokoski，2000年4月21日—），是芬兰指挥家、钢琴家及作曲家。
2023年6月佩尔托科斯基首次到香港管弦樂團作为客座指挥。2024年7月香港管弦樂團宣布聘请佩尔托科斯基为其新的音乐总监，任期自2025/26乐季开始，初期合同为4年。